# История политической экономии (книга)
История политической экономии (англ. A History of Political Economy, 1888) — произведение Джона Келлса Ингрэма, посвящённое политической экономии.

## Структура
Книга содержит 7 глав:
1. Введение;
2. Древнее время;
3. Средние века;
4. Новое время: первая и вторая фазы;
5. Третья современная фаза: система естественной свободы;
6. Историческая школа;
7. Заключение.

## Идеи
В пятой главе, в частности, учёный рассматривает состояние экономической науки до появления теории Адама Смита во Франции, Италии, Испании, Германии, Нидерландах, затем анализирует взгляды родоначальника классической доктрины со всеми его предшественниками и последователями в различных странах. Дж. К. Ингрэм здесь также отмечает существование германо-российской школы в политической экономии. В 7 главе экономист утверждает, что к учёным экономистам их коллеги — специалисты в точных науках относятся с плохо скрываемым неуважением и не допускают их в своё братство.

## Переводы
Книга была издана на русском языке в конце XIX в. двумя изданиями в Москве в 1891 и в 1897 (издание К. Т. Солдатенкова).
- История политической экономии / Перевод с англ. под редакцией и с предисл. И. И. Янжула. — М.: издание К. Т. Солдатенкова : Тип. М. П. Щепкина, 1891. — 322 с.
- История политической экономии / Перевод с англ. и с предисл. А. Н. Миклашевского. — 2-е изд. — М.: К. Т. Солдатенков, 1897. — 352 с.